# Lista över fornlämningar i Strängnäs kommun (Strängnäs)
Lista över fornlämningar i Strängnäs kommun (Strängnäs) är en förteckning av ett urval av de fornlämningar som finns i Strängnäs i Strängnäs kommun.
| Namn                                 | Lämningstyp             | Tillkomsttid | Historisk indelning     | Plats              | Läge                 | ID-nr          | Bild                                      |
| ------------------------------------ | ----------------------- | ------------ | ----------------------- | ------------------ | -------------------- | -------------- | ----------------------------------------- |
| Strängnäs 1:1                        | Stensättning            |              | Strängnäs, Södermanland |                    | 59.346403, 17.055361 | 10037000010001 | Ladda upp en bild av detta fornminne      |
| Strängnäs 1:2                        | Stensättning            |              | Strängnäs, Södermanland |                    | 59.346107, 17.055792 | 10037000010002 | Ladda upp en bild av detta fornminne      |
| Strängnäs 2:1                        | Röse                    |              | Strängnäs, Södermanland |                    | 59.354067, 17.060106 | 10037000020001 | Ladda upp en bild av detta fornminne      |
| Strängnäs 3:1                        | Stensättning            |              | Strängnäs, Södermanland |                    | 59.340921, 17.045406 | 10037000030001 | Ladda upp en bild av detta fornminne      |
| Strängnäs 3:2                        | Stensättning            |              | Strängnäs, Södermanland |                    | 59.340670, 17.046113 | 10037000030002 | Ladda upp en bild av detta fornminne      |
| Strängnäs 3:3                        | Stensättning            |              | Strängnäs, Södermanland |                    | 59.340483, 17.045977 | 10037000030003 | Ladda upp en bild av detta fornminne      |
| Strängnäs 3:7                        | Stensättning            |              | Strängnäs, Södermanland |                    | 59.341232, 17.044932 | 10037000030007 | Ladda upp en bild av detta fornminne      |
| Strängnäs 3:10                       | Stensättning            |              | Strängnäs, Södermanland |                    | 59.341113, 17.043251 | 10037000030010 | Ladda upp en bild av detta fornminne      |
| Strängnäs 4:1                        | Grav- och boplatsområde |              | Strängnäs, Södermanland |                    | 59.340809, 17.049726 | 10037000040001 | Ladda upp en bild av detta fornminne      |
| Strängnäs 5:1                        | Grav- och boplatsområde |              | Strängnäs, Södermanland |                    | 59.338650, 17.047957 | 10037000050001 | Ladda upp en bild av detta fornminne      |
| Strängnäs 6:1                        | Grav- och boplatsområde |              | Strängnäs, Södermanland |                    | 59.337785, 17.044128 | 10037000060001 | Ladda upp en bild av detta fornminne      |
| Strängnäs 7:1                        | Stensättning            |              | Strängnäs, Södermanland |                    | 59.339568, 17.049717 | 10037000070001 | Ladda upp en bild av detta fornminne      |
| Strängnäs 8:1                        | Gravfält                |              | Strängnäs, Södermanland |                    | 59.339414, 17.050556 | 10037000080001 | Ladda upp en bild av detta fornminne      |
| Strängnäs 11:1                       | Gravfält                |              | Strängnäs, Södermanland |                    | 59.338141, 17.056717 | 10037000110001 | Ladda upp en bild av detta fornminne      |
| Strängnäs 11:2                       | Hällristning            |              | Strängnäs, Södermanland |                    | 59.338345, 17.056470 | 10037000110002 | Ladda upp en bild av detta fornminne      |
| Strängnäs 11:3                       | Hällristning            |              | Strängnäs, Södermanland |                    | 59.338158, 17.057047 | 10037000110003 | Ladda upp en bild av detta fornminne      |
| Strängnäs 14:1                       | Stensättning            |              | Strängnäs, Södermanland |                    | 59.333855, 17.052344 | 10037000140001 | Ladda upp en bild av detta fornminne      |
| Strängnäs 15:1                       | Stensättning            |              | Strängnäs, Södermanland |                    | 59.333213, 17.047343 | 10037000150001 | Ladda upp en bild av detta fornminne      |
| Strängnäs 15:2                       | Stensättning            |              | Strängnäs, Södermanland |                    | 59.333306, 17.047498 | 10037000150002 | Ladda upp en bild av detta fornminne      |
| Strängnäs 15:3                       | Stensättning            |              | Strängnäs, Södermanland |                    | 59.333304, 17.047673 | 10037000150003 | Ladda upp en bild av detta fornminne      |
| Strängnäs 16:1                       | Stensättning            |              | Strängnäs, Södermanland |                    | 59.334234, 17.048000 | 10037000160001 | Ladda upp en bild av detta fornminne      |
| Strängnäs 17:1                       | Gravfält                |              | Strängnäs, Södermanland |                    | 59.334525, 17.048051 | 10037000170001 | Ladda upp en bild av detta fornminne      |
| Strängnäs 18:1                       | Gravfält                |              | Strängnäs, Södermanland |                    | 59.338349, 17.037246 | 10037000180001 | Ladda upp en bild av detta fornminne      |
| Strängnäs 19:1                       | Gravfält                |              | Strängnäs, Södermanland |                    | 59.338076, 17.040036 | 10037000190001 | Ladda upp en bild av detta fornminne      |
| Strängnäs 20:1                       | Stensättning            |              | Strängnäs, Södermanland |                    | 59.331436, 17.053303 | 10037000200001 | Ladda upp en bild av detta fornminne      |
| Strängnäs 21:1                       | Stensättning            |              | Strängnäs, Södermanland |                    | 59.330830, 17.053166 | 10037000210001 | Ladda upp en bild av detta fornminne      |
| Strängnäs 22:1                       | Stensättning            |              | Strängnäs, Södermanland |                    | 59.330634, 17.051196 | 10037000220001 | Ladda upp en bild av detta fornminne      |
| Strängnäs 23:1                       | Stensättning            |              | Strängnäs, Södermanland |                    | 59.337215, 17.042436 | 10037000230001 | Ladda upp en bild av detta fornminne      |
| Strängnäs 24:1                       | Gravfält                |              | Strängnäs, Södermanland |                    | 59.331257, 17.059053 | 10037000240001 | Ladda upp en bild av detta fornminne      |
| Strängnäs 25:1                       | Stensättning            |              | Strängnäs, Södermanland |                    | 59.330113, 17.059169 | 10037000250001 | Ladda upp en bild av detta fornminne      |
| Strängnäs 26:1                       | Stensättning            |              | Strängnäs, Södermanland |                    | 59.331254, 17.060466 | 10037000260001 | Ladda upp en bild av detta fornminne      |
| Strängnäs 28:1                       | Gravfält                |              | Strängnäs, Södermanland |                    | 59.331868, 17.061373 | 10037000280001 | Ladda upp en bild av detta fornminne      |
| Strängnäs 30:1                       | Stensättning            |              | Strängnäs, Södermanland |                    | 59.330993, 17.065741 | 10037000300001 | Ladda upp en bild av detta fornminne      |
| Strängnäs 33:1                       | Röse                    |              | Strängnäs, Södermanland |                    | 59.315732, 17.060768 | 10037000330001 | Ladda upp en bild av detta fornminne      |
| Strängnäs 34:1                       | Stensättning            |              | Strängnäs, Södermanland |                    | 59.313887, 17.062974 | 10037000340001 | Ladda upp en bild av detta fornminne      |
| Strängnäs 35:1                       | Stensättning            |              | Strängnäs, Södermanland |                    | 59.319172, 17.074898 | 10037000350001 | Ladda upp en bild av detta fornminne      |
| Strängnäs 37:1                       | Stensättning            |              | Strängnäs, Södermanland |                    | 59.332770, 17.094255 | 10037000370001 | Ladda upp en bild av detta fornminne      |
| Strängnäs 37:2                       | Stensättning            |              | Strängnäs, Södermanland |                    | 59.332764, 17.093893 | 10037000370002 | Ladda upp en bild av detta fornminne      |
| Strängnäs 39:1                       | Gravfält                |              | Strängnäs, Södermanland |                    | 59.332873, 17.090126 | 10037000390001 | Ladda upp en bild av detta fornminne      |
| Strängnäs 40:1                       | Gravfält                |              | Strängnäs, Södermanland |                    | 59.330149, 17.095622 | 10037000400001 | Ladda upp en bild av detta fornminne      |
| Strängnäs 41:1                       | Stensättning            |              | Strängnäs, Södermanland |                    | 59.328329, 17.090470 | 10037000410001 | Ladda upp en bild av detta fornminne      |
| Strängnäs 42:1                       | Gravfält                |              | Strängnäs, Södermanland |                    | 59.328540, 17.091934 | 10037000420001 | Ladda upp en bild av detta fornminne      |
| Strängnäs 43:1                       | Stensättning            |              | Strängnäs, Södermanland |                    | 59.326166, 17.095705 | 10037000430001 | Ladda upp en bild av detta fornminne      |
| Strängnäs 44:1                       | Gravfält                |              | Strängnäs, Södermanland |                    | 59.327225, 17.094842 | 10037000440001 | Ladda upp en bild av detta fornminne      |
| Strängnäs 45:1                       | Gravfält                |              | Strängnäs, Södermanland |                    | 59.326367, 17.092779 | 10037000450001 | Ladda upp en bild av detta fornminne      |
| Strängnäs 46:1                       | Stensättning            |              | Strängnäs, Södermanland |                    | 59.326241, 17.091057 | 10037000460001 | Ladda upp en bild av detta fornminne      |
| Strängnäs 46:2                       | Stensättning            |              | Strängnäs, Södermanland |                    | 59.326285, 17.090985 | 10037000460002 | Ladda upp en bild av detta fornminne      |
| Strängnäs 48:1                       | Fornborg                |              | Strängnäs, Södermanland |                    | 59.329753, 17.084152 | 10037000480001 | Ladda upp en bild av detta fornminne      |
| Strängnäs 48:2                       | Röse                    |              | Strängnäs, Södermanland |                    | 59.329591, 17.084018 | 10037000480002 | Ladda upp en bild av detta fornminne      |
| Strängnäs 49:1                       | Stensättning            |              | Strängnäs, Södermanland |                    | 59.326976, 17.091685 | 10037000490001 | Ladda upp en bild av detta fornminne      |
| Strängnäs 49:2                       | Stensättning            |              | Strängnäs, Södermanland |                    | 59.327003, 17.091535 | 10037000490002 | Ladda upp en bild av detta fornminne      |
| Strängnäs 50:1                       | Stensättning            |              | Strängnäs, Södermanland |                    | 59.326745, 17.087344 | 10037000500001 | Ladda upp en bild av detta fornminne      |
| Sö 276 (Strängnäs 121:1)             | Runristning             |              | Strängnäs, Södermanland | Strängnäs domkyrka | 59.375398, 17.034234 | 10037001210001 | Ladda upp en till bild av detta fornminne |
| Sö 278 (Strängnäs 122:1)             | Runristning             |              | Strängnäs, Södermanland | Strängnäs domkyrka | 59.375397, 17.034023 | 10037001220001 | Ladda upp en till bild av detta fornminne |
| Sö 281 (Strängnäs 123:1)             | Runristning             |              | Strängnäs, Södermanland | Strängnäs domkyrka | 59.375535, 17.033761 | 10037001230001 | Ladda upp en till bild av detta fornminne |
| Sö 277 (Strängnäs 124:1)             | Runristning             |              | Strängnäs, Södermanland | Strängnäs domkyrka | 59.375628, 17.033761 | 10037001240001 | Ladda upp en till bild av detta fornminne |
| Sö 279 (Strängnäs 125:1)             | Runristning             |              | Strängnäs, Södermanland | Strängnäs domkyrka | 59.375284, 17.033641 | 10037001250001 | Ladda upp en till bild av detta fornminne |
| Sö 275 (Strängnäs 126:1)             | Runristning             |              | Strängnäs, Södermanland | Nabbhagen          | 59.375367, 17.033419 | 10037001260001 | Ladda upp en till bild av detta fornminne |
| Sö 280 (Strängnäs 127:1)             | Runristning             |              | Strängnäs, Södermanland | Strängnäs domkyrka | 59.375195, 17.035386 | 10037001270001 | Ladda upp en till bild av detta fornminne |
| Strängnäs 128:1                      | Stensättning            |              | Strängnäs, Södermanland |                    | 59.391357, 16.981391 | 10037001280001 | Ladda upp en bild av detta fornminne      |
| Strängnäs 128:2                      | Stensättning            |              | Strängnäs, Södermanland |                    | 59.391311, 16.981576 | 10037001280002 | Ladda upp en bild av detta fornminne      |
| Strängnäs 129:1                      | Stensättning            |              | Strängnäs, Södermanland |                    | 59.392291, 16.979357 | 10037001290001 | Ladda upp en bild av detta fornminne      |
| Strängnäs 129:2                      | Stensättning            |              | Strängnäs, Södermanland |                    | 59.392184, 16.979292 | 10037001290002 | Ladda upp en bild av detta fornminne      |
| Strängnäs 132:1                      | Stensättning            |              | Strängnäs, Södermanland |                    | 59.390050, 16.974889 | 10037001320001 | Ladda upp en bild av detta fornminne      |
| Strängnäs 133:1                      | Gravfält                |              | Strängnäs, Södermanland |                    | 59.389607, 16.974778 | 10037001330001 | Ladda upp en bild av detta fornminne      |
| Strängnäs 134:1                      | Hög                     |              | Strängnäs, Södermanland |                    | 59.388003, 16.979725 | 10037001340001 | Ladda upp en bild av detta fornminne      |
| Strängnäs 134:2                      | Stensättning            |              | Strängnäs, Södermanland |                    | 59.388083, 16.979644 | 10037001340002 | Ladda upp en bild av detta fornminne      |
| Strängnäs 135:1                      | Stensättning            |              | Strängnäs, Södermanland |                    | 59.388011, 16.980686 | 10037001350001 | Ladda upp en bild av detta fornminne      |
| Strängnäs 135:2                      | Stensättning            |              | Strängnäs, Södermanland |                    | 59.388043, 16.980244 | 10037001350002 | Ladda upp en bild av detta fornminne      |
| Strängnäs 136:1                      | Gravfält                |              | Strängnäs, Södermanland |                    | 59.388652, 16.979665 | 10037001360001 | Ladda upp en bild av detta fornminne      |
| Strängnäs 137:1                      | Stensättning            |              | Strängnäs, Södermanland |                    | 59.390338, 16.982204 | 10037001370001 | Ladda upp en bild av detta fornminne      |
| Strängnäs 138:1                      | Stensättning            |              | Strängnäs, Södermanland |                    | 59.387554, 16.995100 | 10037001380001 | Ladda upp en bild av detta fornminne      |
| Strängnäs 140:1                      | Hög                     |              | Strängnäs, Södermanland |                    | 59.384399, 16.983831 | 10037001400001 | Ladda upp en bild av detta fornminne      |
| Strängnäs 145:1                      | Gravfält                |              | Strängnäs, Södermanland |                    | 59.359753, 17.035175 | 10037001450001 | Ladda upp en bild av detta fornminne      |
| Strängnäs 146:1                      | Gravfält                |              | Strängnäs, Södermanland |                    | 59.360969, 17.032393 | 10037001460001 | Ladda upp en bild av detta fornminne      |
| Strängnäs 147:1                      | Gravfält                |              | Strängnäs, Södermanland |                    | 59.360687, 17.021852 | 10037001470001 | Ladda upp en bild av detta fornminne      |
| Södra Finninge (Strängnäs 148:1)     | Lägenhetsbebyggelse     |              | Strängnäs, Södermanland |                    | 59.361941, 17.022705 | 10037001480001 | Ladda upp en bild av detta fornminne      |
| Strängnäs 150:2                      | Stensättning            |              | Strängnäs, Södermanland |                    | 59.341530, 17.095720 | 10037001500002 | Ladda upp en bild av detta fornminne      |
| Strängnäs 150:3                      | Stensättning            |              | Strängnäs, Södermanland |                    | 59.341504, 17.095431 | 10037001500003 | Ladda upp en bild av detta fornminne      |
| Strängnäs 151:1                      | Stensättning            |              | Strängnäs, Södermanland |                    | 59.325409, 17.093780 | 10037001510001 | Ladda upp en bild av detta fornminne      |
| Strängnäs 152:1                      | Gravfält                |              | Strängnäs, Södermanland |                    | 59.329432, 17.082680 | 10037001520001 | Ladda upp en bild av detta fornminne      |
| Strängnäs 153:1                      | Stensättning            |              | Strängnäs, Södermanland |                    | 59.332607, 17.080574 | 10037001530001 | Ladda upp en bild av detta fornminne      |
| Strängnäs 153:2                      | Stensättning            |              | Strängnäs, Södermanland |                    | 59.332758, 17.080622 | 10037001530002 | Ladda upp en bild av detta fornminne      |
| Strängnäs 154:1                      | Stensättning            |              | Strängnäs, Södermanland |                    | 59.327863, 17.083362 | 10037001540001 | Ladda upp en bild av detta fornminne      |
| Strängnäs 155:1                      | Gravfält                |              | Strängnäs, Södermanland |                    | 59.326523, 17.084325 | 10037001550001 | Ladda upp en bild av detta fornminne      |
| Strängnäs 156:1                      | Stensättning            |              | Strängnäs, Södermanland |                    | 59.326870, 17.084339 | 10037001560001 | Ladda upp en bild av detta fornminne      |
| Strängnäs 156:2                      | Stensättning            |              | Strängnäs, Södermanland |                    | 59.326919, 17.085019 | 10037001560002 | Ladda upp en bild av detta fornminne      |
| Strängnäs 156:3                      | Stensättning            |              | Strängnäs, Södermanland |                    | 59.326988, 17.085211 | 10037001560003 | Ladda upp en bild av detta fornminne      |
| Strängnäs 156:4                      | Stensättning            |              | Strängnäs, Södermanland |                    | 59.326674, 17.085563 | 10037001560004 | Ladda upp en bild av detta fornminne      |
| Strängnäs 158:1                      | Stensättning            |              | Strängnäs, Södermanland |                    | 59.320841, 17.087728 | 10037001580001 | Ladda upp en bild av detta fornminne      |
| Strängnäs 158:2                      | Stensättning            |              | Strängnäs, Södermanland |                    | 59.320748, 17.087675 | 10037001580002 | Ladda upp en bild av detta fornminne      |
| Strängnäs 158:3                      | Stensättning            |              | Strängnäs, Södermanland |                    | 59.320504, 17.087549 | 10037001580003 | Ladda upp en bild av detta fornminne      |
| Strängnäs 160:1                      | Stensättning            |              | Strängnäs, Södermanland |                    | 59.324155, 17.094808 | 10037001600001 | Ladda upp en bild av detta fornminne      |
| Strängnäs 162:1                      | Gravfält                |              | Strängnäs, Södermanland |                    | 59.326804, 17.107852 | 10037001620001 | Ladda upp en bild av detta fornminne      |
| Strängnäs 163:1                      | Stensättning            |              | Strängnäs, Södermanland |                    | 59.325730, 17.105895 | 10037001630001 | Ladda upp en bild av detta fornminne      |
| Strängnäs 163:2                      | Hög                     |              | Strängnäs, Södermanland |                    | 59.325791, 17.106045 | 10037001630002 | Ladda upp en bild av detta fornminne      |
| Strängnäs 163:3                      | Stensättning            |              | Strängnäs, Södermanland |                    | 59.325889, 17.106119 | 10037001630003 | Ladda upp en bild av detta fornminne      |
| Strängnäs 164:2                      | Hög                     |              | Strängnäs, Södermanland |                    | 59.324433, 17.106107 | 10037001640002 | Ladda upp en bild av detta fornminne      |
| Strängnäs 165:1                      | Stensättning            |              | Strängnäs, Södermanland |                    | 59.323308, 17.105195 | 10037001650001 | Ladda upp en bild av detta fornminne      |
| Strängnäs 165:2                      | Stensättning            |              | Strängnäs, Södermanland |                    | 59.323208, 17.105162 | 10037001650002 | Ladda upp en bild av detta fornminne      |
| Strängnäs 167:1                      | Grav- och boplatsområde |              | Strängnäs, Södermanland |                    | 59.322300, 17.105442 | 10037001670001 | Ladda upp en bild av detta fornminne      |
| Strängnäs 168:1                      | Gravfält                |              | Strängnäs, Södermanland |                    | 59.321240, 17.107413 | 10037001680001 | Ladda upp en bild av detta fornminne      |
| Strängnäs 171:1                      | Stensättning            |              | Strängnäs, Södermanland |                    | 59.326327, 17.112391 | 10037001710001 | Ladda upp en bild av detta fornminne      |
| Strängnäs 171:3                      | Stensättning            |              | Strängnäs, Södermanland |                    | 59.326249, 17.113073 | 10037001710003 | Ladda upp en bild av detta fornminne      |
| Strängnäs 172:1                      | Stensättning            |              | Strängnäs, Södermanland |                    | 59.326234, 17.114523 | 10037001720001 | Ladda upp en bild av detta fornminne      |
| Strängnäs 172:2                      | Stensättning            |              | Strängnäs, Södermanland |                    | 59.326438, 17.114093 | 10037001720002 | Ladda upp en bild av detta fornminne      |
| Strängnäs 175:1                      | Stensättning            |              | Strängnäs, Södermanland |                    | 59.328602, 17.109421 | 10037001750001 | Ladda upp en bild av detta fornminne      |
| Strängnäs 178:1                      | Gravfält                |              | Strängnäs, Södermanland |                    | 59.328263, 17.107849 | 10037001780001 | Ladda upp en bild av detta fornminne      |
| Strängnäs 179:1                      | Stensättning            |              | Strängnäs, Södermanland |                    | 59.317470, 17.112592 | 10037001790001 | Ladda upp en bild av detta fornminne      |
| Strängnäs 181:1                      | Gravfält                |              | Strängnäs, Södermanland |                    | 59.330672, 17.108130 | 10037001810001 | Ladda upp en bild av detta fornminne      |
| Strängnäs 182:1                      | Stensättning            |              | Strängnäs, Södermanland |                    | 59.330410, 17.106421 | 10037001820001 | Ladda upp en bild av detta fornminne      |
| Strängnäs 183:1                      | Stensättning            |              | Strängnäs, Södermanland |                    | 59.338556, 17.118138 | 10037001830001 | Ladda upp en bild av detta fornminne      |
| Strängnäs 183:2                      | Stensättning            |              | Strängnäs, Södermanland |                    | 59.338392, 17.118010 | 10037001830002 | Ladda upp en bild av detta fornminne      |
| Strängnäs 183:3                      | Stensättning            |              | Strängnäs, Södermanland |                    | 59.338259, 17.118037 | 10037001830003 | Ladda upp en bild av detta fornminne      |
| Strängnäs 184:1                      | Stensättning            |              | Strängnäs, Södermanland |                    | 59.337515, 17.118099 | 10037001840001 | Ladda upp en bild av detta fornminne      |
| Strängnäs 184:2                      | Stensättning            |              | Strängnäs, Södermanland |                    | 59.337409, 17.118160 | 10037001840002 | Ladda upp en bild av detta fornminne      |
| Strängnäs 184:3                      | Stensättning            |              | Strängnäs, Södermanland |                    | 59.337348, 17.118027 | 10037001840003 | Ladda upp en bild av detta fornminne      |
| Strängnäs 185:1                      | Stensättning            |              | Strängnäs, Södermanland |                    | 59.337912, 17.118250 | 10037001850001 | Ladda upp en bild av detta fornminne      |
| Strängnäs 185:2                      | Stensättning            |              | Strängnäs, Södermanland |                    | 59.337826, 17.118309 | 10037001850002 | Ladda upp en bild av detta fornminne      |
| Strängnäs 186:1                      | Stensättning            |              | Strängnäs, Södermanland |                    | 59.335030, 17.112040 | 10037001860001 | Ladda upp en bild av detta fornminne      |
| Strängnäs 187:1                      | Gravfält                |              | Strängnäs, Södermanland |                    | 59.336104, 17.105579 | 10037001870001 | Ladda upp en bild av detta fornminne      |
| Strängnäs 188:1                      | Gravfält                |              | Strängnäs, Södermanland |                    | 59.335104, 17.106204 | 10037001880001 | Ladda upp en bild av detta fornminne      |
| Strängnäs 189:1                      | Grav- och boplatsområde |              | Strängnäs, Södermanland |                    | 59.334239, 17.108226 | 10037001890001 | Ladda upp en bild av detta fornminne      |
| Strängnäs 190:1                      | Hög                     |              | Strängnäs, Södermanland |                    | 59.334167, 17.109761 | 10037001900001 | Ladda upp en bild av detta fornminne      |
| Strängnäs 191:1                      | Stensättning            |              | Strängnäs, Södermanland |                    | 59.334059, 17.102866 | 10037001910001 | Ladda upp en bild av detta fornminne      |
| Strängnäs 191:2                      | Stensättning            |              | Strängnäs, Södermanland |                    | 59.333954, 17.102935 | 10037001910002 | Ladda upp en bild av detta fornminne      |
| Strängnäs 191:3                      | Hällristning            |              | Strängnäs, Södermanland |                    | 59.333969, 17.102703 | 10037001910003 | Ladda upp en bild av detta fornminne      |
| Strängnäs 192:1                      | Stensättning            |              | Strängnäs, Södermanland |                    | 59.333003, 17.103341 | 10037001920001 | Ladda upp en bild av detta fornminne      |
| Strängnäs 193:1                      | Hög                     |              | Strängnäs, Södermanland |                    | 59.332666, 17.103604 | 10037001930001 | Ladda upp en bild av detta fornminne      |
| Strängnäs 193:2                      | Stensättning            |              | Strängnäs, Södermanland |                    | 59.332668, 17.103790 | 10037001930002 | Ladda upp en bild av detta fornminne      |
| Strängnäs 194:1                      | Gravfält                |              | Strängnäs, Södermanland |                    | 59.338059, 17.099775 | 10037001940001 | Ladda upp en bild av detta fornminne      |
| Strängnäs 195:1                      | Röse                    |              | Strängnäs, Södermanland |                    | 59.339331, 17.102282 | 10037001950001 | Ladda upp en bild av detta fornminne      |
| Strängnäs 195:2                      | Stensättning            |              | Strängnäs, Södermanland |                    | 59.339276, 17.101692 | 10037001950002 | Ladda upp en bild av detta fornminne      |
| Strängnäs 196:1                      | Stensättning            |              | Strängnäs, Södermanland |                    | 59.337758, 17.105237 | 10037001960001 | Ladda upp en bild av detta fornminne      |
| Strängnäs 197:1                      | Stensättning            |              | Strängnäs, Södermanland |                    | 59.337135, 17.104778 | 10037001970001 | Ladda upp en bild av detta fornminne      |
| Strängnäs 198:1                      | Stensättning            |              | Strängnäs, Södermanland |                    | 59.338452, 17.098721 | 10037001980001 | Ladda upp en bild av detta fornminne      |
| Strängnäs 199:1                      | Gravfält                |              | Strängnäs, Södermanland |                    | 59.337552, 17.104238 | 10037001990001 | Ladda upp en bild av detta fornminne      |
| Strängnäs 201:2                      | Stensättning            |              | Strängnäs, Södermanland |                    | 59.341602, 17.118434 | 10037002010002 | Ladda upp en bild av detta fornminne      |
| Strängnäs 203:1                      | Stensättning            |              | Strängnäs, Södermanland |                    | 59.343404, 17.116465 | 10037002030001 | Ladda upp en bild av detta fornminne      |
| Strängnäs 204:1                      | Stensättning            |              | Strängnäs, Södermanland |                    | 59.345794, 17.113059 | 10037002040001 | Ladda upp en bild av detta fornminne      |
| Strängnäs 204:2                      | Stensättning            |              | Strängnäs, Södermanland |                    | 59.345869, 17.112951 | 10037002040002 | Ladda upp en bild av detta fornminne      |
| Strängnäs 204:3                      | Stensättning            |              | Strängnäs, Södermanland |                    | 59.345598, 17.113351 | 10037002040003 | Ladda upp en bild av detta fornminne      |
| Strängnäs 205:1                      | Gravfält                |              | Strängnäs, Södermanland |                    | 59.336064, 17.085943 | 10037002050001 | Ladda upp en bild av detta fornminne      |
| Strängnäs 206:1                      | Stensättning            |              | Strängnäs, Södermanland |                    | 59.335352, 17.087532 | 10037002060001 | Ladda upp en bild av detta fornminne      |
| Strängnäs 207:1                      | Gravfält                |              | Strängnäs, Södermanland |                    | 59.337474, 17.088619 | 10037002070001 | Ladda upp en bild av detta fornminne      |
| Strängnäs 208:1                      | Stensättning            |              | Strängnäs, Södermanland |                    | 59.339081, 17.088202 | 10037002080001 | Ladda upp en bild av detta fornminne      |
| Strängnäs 209:1                      | Stensättning            |              | Strängnäs, Södermanland |                    | 59.338581, 17.086123 | 10037002090001 | Ladda upp en bild av detta fornminne      |
| Strängnäs 209:2                      | Stensättning            |              | Strängnäs, Södermanland |                    | 59.338693, 17.087092 | 10037002090002 | Ladda upp en bild av detta fornminne      |
| Strängnäs 212:1                      | Gravfält                |              | Strängnäs, Södermanland |                    | 59.338082, 17.082231 | 10037002120001 | Ladda upp en bild av detta fornminne      |
| Strängnäs 213:1                      | Stensättning            |              | Strängnäs, Södermanland |                    | 59.338880, 17.082846 | 10037002130001 | Ladda upp en bild av detta fornminne      |
| Strängnäs 214:1                      | Gravfält                |              | Strängnäs, Södermanland |                    | 59.342219, 17.079890 | 10037002140001 | Ladda upp en bild av detta fornminne      |
| Strängnäs 216:1                      | Gravfält                |              | Strängnäs, Södermanland |                    | 59.343103, 17.077699 | 10037002160001 | Ladda upp en bild av detta fornminne      |
| Strängnäs 217:1                      | Gravfält                |              | Strängnäs, Södermanland |                    | 59.342609, 17.089132 | 10037002170001 | Ladda upp en bild av detta fornminne      |
| Strängnäs 218:1                      | Stensättning            |              | Strängnäs, Södermanland |                    | 59.345763, 17.109332 | 10037002180001 | Ladda upp en bild av detta fornminne      |
| Strängnäs 218:3                      | Hög                     |              | Strängnäs, Södermanland |                    | 59.345755, 17.109767 | 10037002180003 | Ladda upp en bild av detta fornminne      |
| Strängnäs 218:4                      | Hög                     |              | Strängnäs, Södermanland |                    | 59.345627, 17.109774 | 10037002180004 | Ladda upp en bild av detta fornminne      |
| Strängnäs 219:1                      | Röse                    |              | Strängnäs, Södermanland |                    | 59.366898, 17.096838 | 10037002190001 | Ladda upp en bild av detta fornminne      |
| Strängnäs 219:2                      | Röse                    |              | Strängnäs, Södermanland |                    | 59.366379, 17.096574 | 10037002190002 | Ladda upp en bild av detta fornminne      |
| Strängnäs 220:1                      | Röse                    |              | Strängnäs, Södermanland |                    | 59.368174, 17.081653 | 10037002200001 | Ladda upp en bild av detta fornminne      |
| Strängnäs 221:1                      | Röse                    |              | Strängnäs, Södermanland |                    | 59.369404, 17.090441 | 10037002210001 | Ladda upp en bild av detta fornminne      |
| Strängnäs 221:2                      | Stensättning            |              | Strängnäs, Södermanland |                    | 59.369278, 17.090326 | 10037002210002 | Ladda upp en bild av detta fornminne      |
| Strängnäs 221:3                      | Röse                    |              | Strängnäs, Södermanland |                    | 59.369068, 17.089801 | 10037002210003 | Ladda upp en bild av detta fornminne      |
| Strängnäs 222:1                      | Stensättning            |              | Strängnäs, Södermanland |                    | 59.369978, 17.093993 | 10037002220001 | Ladda upp en bild av detta fornminne      |
| Strängnäs 224:1                      | Stensättning            |              | Strängnäs, Södermanland |                    | 59.367126, 17.075495 | 10037002240001 | Ladda upp en bild av detta fornminne      |
| Strängnäs 225:1                      | Röse                    |              | Strängnäs, Södermanland |                    | 59.363582, 17.066603 | 10037002250001 | Ladda upp en bild av detta fornminne      |
| Strängnäs 225:2                      | Röse                    |              | Strängnäs, Södermanland |                    | 59.363698, 17.066117 | 10037002250002 | Ladda upp en bild av detta fornminne      |
| Strängnäs 226:1                      | Stensättning            |              | Strängnäs, Södermanland |                    | 59.357529, 17.065559 | 10037002260001 | Ladda upp en bild av detta fornminne      |
| Strängnäs 226:2                      | Stensättning            |              | Strängnäs, Södermanland |                    | 59.357419, 17.065694 | 10037002260002 | Ladda upp en bild av detta fornminne      |
| Strängnäs 227:1                      | Gravfält                |              | Strängnäs, Södermanland |                    | 59.312111, 17.066825 | 10037002270001 | Ladda upp en bild av detta fornminne      |
| Strängnäs 229:2                      | Stensättning            |              | Strängnäs, Södermanland |                    | 59.339309, 17.119802 | 10037002290002 | Ladda upp en bild av detta fornminne      |
| Strängnäs 229:3                      | Stensättning            |              | Strängnäs, Södermanland |                    | 59.339418, 17.119833 | 10037002290003 | Ladda upp en bild av detta fornminne      |
| Strängnäs 230:1                      | Röse                    |              | Strängnäs, Södermanland |                    | 59.369281, 17.085504 | 10037002300001 | Ladda upp en bild av detta fornminne      |
| Strängnäs 230:2                      | Stensättning            |              | Strängnäs, Södermanland |                    | 59.369446, 17.085537 | 10037002300002 | Ladda upp en bild av detta fornminne      |
| Strängnäs 232:1                      | Grav- och boplatsområde |              | Strängnäs, Södermanland |                    | 59.337701, 17.097056 | 10037002320001 | Ladda upp en bild av detta fornminne      |
| Strängnäs 238:1                      | Stensättning            |              | Strängnäs, Södermanland |                    | 59.344599, 17.101322 | 10037002380001 | Ladda upp en bild av detta fornminne      |
| Strängnäs 238:3                      | Stensättning            |              | Strängnäs, Södermanland |                    | 59.344504, 17.101725 | 10037002380003 | Ladda upp en bild av detta fornminne      |
| Strängnäs 242:1                      | Stensättning            |              | Strängnäs, Södermanland |                    | 59.337378, 17.037504 | 10037002420001 | Ladda upp en bild av detta fornminne      |
| Strängnäs 243:1                      | Stensättning            |              | Strängnäs, Södermanland |                    | 59.337658, 17.041265 | 10037002430001 | Ladda upp en bild av detta fornminne      |
| Strängnäs 245:1                      | Stensättning            |              | Strängnäs, Södermanland |                    | 59.341753, 17.038698 | 10037002450001 | Ladda upp en bild av detta fornminne      |
| Strängnäs 245:2                      | Stensättning            |              | Strängnäs, Södermanland |                    | 59.341672, 17.038420 | 10037002450002 | Ladda upp en bild av detta fornminne      |
| Strängnäs 245:3                      | Stensättning            |              | Strängnäs, Södermanland |                    | 59.341828, 17.038094 | 10037002450003 | Ladda upp en bild av detta fornminne      |
| Strängnäs 245:4                      | Stensättning            |              | Strängnäs, Södermanland |                    | 59.341544, 17.038891 | 10037002450004 | Ladda upp en bild av detta fornminne      |
| Strängnäs 246:1                      | Stensättning            |              | Strängnäs, Södermanland |                    | 59.339972, 17.097401 | 10037002460001 | Ladda upp en bild av detta fornminne      |
| Strängnäs 248:1                      | Stensättning            |              | Strängnäs, Södermanland |                    | 59.341969, 17.092134 | 10037002480001 | Ladda upp en bild av detta fornminne      |
| Strängnäs 251:1                      | Stensättning            |              | Strängnäs, Södermanland |                    | 59.336649, 17.034512 | 10037002510001 | Ladda upp en bild av detta fornminne      |
| Strängnäs 252:1                      | Stensättning            |              | Strängnäs, Södermanland |                    | 59.341113, 17.021890 | 10037002520001 | Ladda upp en bild av detta fornminne      |
| Strängnäs 253:1                      | Stensättning            |              | Strängnäs, Södermanland |                    | 59.344782, 17.023073 | 10037002530001 | Ladda upp en bild av detta fornminne      |
| Strängnäs 254:1                      | Stensättning            |              | Strängnäs, Södermanland |                    | 59.342671, 17.025177 | 10037002540001 | Ladda upp en bild av detta fornminne      |
| Strängnäs 255:1                      | Stensättning            |              | Strängnäs, Södermanland |                    | 59.341202, 17.024170 | 10037002550001 | Ladda upp en bild av detta fornminne      |
| Strängnäs 255:2                      | Stensättning            |              | Strängnäs, Södermanland |                    | 59.341494, 17.023764 | 12000000116986 | Ladda upp en bild av detta fornminne      |
| Strängnäs 256:1                      | Stensättning            |              | Strängnäs, Södermanland |                    | 59.341211, 17.025128 | 10037002560001 | Ladda upp en bild av detta fornminne      |
| Strängnäs 257:1                      | Stensättning            |              | Strängnäs, Södermanland |                    | 59.344070, 17.026932 | 10037002570001 | Ladda upp en bild av detta fornminne      |
| Strängnäs 258:1                      | Stensättning            |              | Strängnäs, Södermanland |                    | 59.345644, 17.021888 | 10037002580001 | Ladda upp en bild av detta fornminne      |
| Strängnäs 258:2                      | Stensättning            |              | Strängnäs, Södermanland |                    | 59.345513, 17.021710 | 10037002580002 | Ladda upp en bild av detta fornminne      |
| Strängnäs 259:1                      | Stensättning            |              | Strängnäs, Södermanland |                    | 59.346517, 17.021758 | 10037002590001 | Ladda upp en bild av detta fornminne      |
| Strängnäs 262:1                      | Stensättning            |              | Strängnäs, Södermanland |                    | 59.352074, 17.025146 | 10037002620001 | Ladda upp en bild av detta fornminne      |
| Strängnäs 266:1                      | Grav- och boplatsområde |              | Strängnäs, Södermanland |                    | 59.368600, 16.953015 | 10037002660001 | Ladda upp en bild av detta fornminne      |
| Strängnäs 267:1                      | Stensättning            |              | Strängnäs, Södermanland |                    | 59.362471, 16.962605 | 10037002670001 | Ladda upp en bild av detta fornminne      |
| Strängnäs 268:1                      | Gravfält                |              | Strängnäs, Södermanland |                    | 59.362293, 16.963767 | 10037002680001 | Ladda upp en bild av detta fornminne      |
| Strängnäs 269:1                      | Gravfält                |              | Strängnäs, Södermanland |                    | 59.361733, 16.964122 | 10037002690001 | Ladda upp en bild av detta fornminne      |
| Strängnäs 270:1                      | Gravfält                |              | Strängnäs, Södermanland |                    | 59.360829, 17.023430 | 10037002700001 | Ladda upp en bild av detta fornminne      |
| Strängnäs 271:1                      | Gravfält                |              | Strängnäs, Södermanland |                    | 59.359002, 17.021493 | 10037002710001 | Ladda upp en bild av detta fornminne      |
| Strängnäs 272:1                      | Gravfält                |              | Strängnäs, Södermanland |                    | 59.357580, 17.021695 | 10037002720001 | Ladda upp en bild av detta fornminne      |
| Strängnäs 276:1                      | Gravfält                |              | Strängnäs, Södermanland |                    | 59.395798, 16.979185 | 10037002760001 | Ladda upp en bild av detta fornminne      |
| Strängnäs 277:1                      | Stensättning            |              | Strängnäs, Södermanland |                    | 59.396136, 16.979948 | 10037002770001 | Ladda upp en bild av detta fornminne      |
| Strängnäs 277:2                      | Stensättning            |              | Strängnäs, Södermanland |                    | 59.396213, 16.979797 | 10037002770002 | Ladda upp en bild av detta fornminne      |
| Strängnäs 278:1                      | Gravfält                |              | Strängnäs, Södermanland |                    | 59.396568, 16.980624 | 10037002780001 | Ladda upp en bild av detta fornminne      |
| Strängnäs 279:1                      | Gravfält                |              | Strängnäs, Södermanland |                    | 59.396035, 16.982198 | 10037002790001 | Ladda upp en bild av detta fornminne      |
| Strängnäs 282:1                      | Stensättning            |              | Strängnäs, Södermanland |                    | 59.393076, 16.980174 | 10037002820001 | Ladda upp en bild av detta fornminne      |
| Strängnäs 301:2                      | Fornborg                |              | Strängnäs, Södermanland |                    | 59.318645, 17.141401 | 10037003010002 | Ladda upp en bild av detta fornminne      |
| Strängnäs 320:1                      | Stensättning            |              | Strängnäs, Södermanland |                    | 59.356022, 17.024818 | 10037003200001 | Ladda upp en bild av detta fornminne      |
| Strängnäs 320:2                      | Stensättning            |              | Strängnäs, Södermanland |                    | 59.356145, 17.024883 | 10037003200002 | Ladda upp en bild av detta fornminne      |
| Strängnäs 321:1                      | Stensättning            |              | Strängnäs, Södermanland |                    | 59.355426, 17.022135 | 10037003210001 | Ladda upp en bild av detta fornminne      |
| Strängnäs 341:1                      | Hällristning            |              | Strängnäs, Södermanland |                    | 59.320757, 17.075393 | 10037003410001 | Ladda upp en bild av detta fornminne      |
| Strängnäs 344:1                      | Stensättning            |              | Strängnäs, Södermanland |                    | 59.354699, 17.018418 | 10037003440001 | Ladda upp en bild av detta fornminne      |
| Strängnäs 348:1                      | Stensättning            |              | Strängnäs, Södermanland |                    | 59.369695, 16.948091 | 10037003480001 | Ladda upp en bild av detta fornminne      |
| Strängnäs 349:1                      | Stensättning            |              | Strängnäs, Södermanland |                    | 59.370107, 16.946364 | 10037003490001 | Ladda upp en bild av detta fornminne      |
| Strängnäs 349:2                      | Stensättning            |              | Strängnäs, Södermanland |                    | 59.370193, 16.946250 | 10037003490002 | Ladda upp en bild av detta fornminne      |
| Strängnäs 352:1                      | Stensättning            |              | Strängnäs, Södermanland |                    | 59.336518, 17.028037 | 10037003520001 | Ladda upp en bild av detta fornminne      |
| Strängnäs 355:1                      | Grav- och boplatsområde |              | Strängnäs, Södermanland |                    | 59.316713, 17.052092 | 10037003550001 | Ladda upp en bild av detta fornminne      |
| Strängnäs 363                        | Stensättning            |              | Strängnäs, Södermanland |                    | 59.397426, 16.983779 | 12000000004384 | Ladda upp en bild av detta fornminne      |
| Strängnäs 376                        | Stensättning            |              | Strängnäs, Södermanland |                    | 59.348331, 17.038491 | 12000000004402 | Ladda upp en bild av detta fornminne      |
| Biskopskvarn (Strängnäs 377)         | Kvarn                   |              | Strängnäs, Södermanland |                    | 59.333253, 17.022217 | 12000000004403 | Ladda upp en bild av detta fornminne      |
| Åbyborg eller Borgen (Strängnäs 406) | Lägenhetsbebyggelse     |              | Strängnäs, Södermanland |                    | 59.327000, 17.087067 | 12000000004437 | Ladda upp en bild av detta fornminne      |
| Strängnäs 409                        | Stensättning            |              | Strängnäs, Södermanland |                    | 59.382336, 16.979651 | 12000000004442 | Ladda upp en bild av detta fornminne      |
| Strängnäs 440                        | Stensättning            |              | Strängnäs, Södermanland |                    | 59.387725, 16.994650 | 12000000004589 | Ladda upp en bild av detta fornminne      |
| Strängnäs 454                        | Stensättning            |              | Strängnäs, Södermanland |                    | 59.330505, 17.094848 | 12000000030659 | Ladda upp en bild av detta fornminne      |
| Strängnäs 455                        | Röse                    |              | Strängnäs, Södermanland |                    | 59.396296, 16.979689 | 12000000030661 | Ladda upp en bild av detta fornminne      |
| Strängnäs 456                        | Hällristning            |              | Strängnäs, Södermanland |                    | 59.326114, 17.095750 | 12000000038879 | Ladda upp en bild av detta fornminne      |
| Strängnäs 457                        | Hällristning            |              | Strängnäs, Södermanland |                    | 59.326107, 17.095665 | 12000000038881 | Ladda upp en bild av detta fornminne      |
| Strängnäs 458                        | Stensättning            |              | Strängnäs, Södermanland |                    | 59.315241, 17.060912 | 12000000038883 | Ladda upp en bild av detta fornminne      |
| Strängnäs 460                        | Stensättning            |              | Strängnäs, Södermanland |                    | 59.315251, 17.060842 | 12000000038885 | Ladda upp en bild av detta fornminne      |
| Strängnäs 472                        | Stensättning            |              | Strängnäs, Södermanland |                    | 59.353290, 17.017955 | 12000000074768 | Ladda upp en bild av detta fornminne      |
| Strängnäs 474                        | Stensättning            |              | Strängnäs, Södermanland |                    | 59.353215, 17.018129 | 12000000074770 | Ladda upp en bild av detta fornminne      |
| Strängnäs 483                        | Hällristning            |              | Strängnäs, Södermanland |                    | 59.384457, 17.009273 | 12000000080549 | Ladda upp en bild av detta fornminne      |
| Strängnäs 507                        | Stensättning            |              | Strängnäs, Södermanland |                    | 59.341013, 17.026326 | 12000000117022 | Ladda upp en bild av detta fornminne      |